# Los Angeles International Airport
Los Angeles International Airport (IATA: LAX, ICAO: KLAX, FAA LID: LAX) er hovedlufthavnen i Greater Los Angeles Area. Greater Los Angeles Area er det næstmest befolkede område i USA. Den har 4  landingsbaner og 8 indflyvninger.
På listen udgivet af Airports Council International (ACI) i 2016 over de mest travle lufthavne med hensyn til passegerantal stod LAX på fjerdepladsen med 80.921.527 internationale passagerer, omkring 2.700.000 mindre end den tredje travleste lufthavn i verden, Dubai International Airport.
Lufthavnen har ni terminaler og fylder et område på 14 km². Den er hovedkontor for flere af USAs store luftselskaber: American Airlines, United Airlines, Alaska Airlines og Great Lakes Airlines.